# Fenton (Michigan)
Fenton je město v okresech Livingston County, Oakland County a Genesee County ve státě Michigan ve Spojených státech amerických. V roce 2020 zde žilo 12 050 obyvatel a s celkovou rozlohou 18,1 km² byla hustota zalidnění 664,5 obyvatel na km².